# Суркуль (река)
Суркуль — река в России, протекает в Ставропольском крае по территории Андроповского и Минераловодского районов. Устье реки находится в 664 км по левому берегу реки Кума. Длина реки составляет 119 км, площадь водосборного бассейна 1440 км².
В долине реки Суркуль на склоне горы Кинжал археологом В. П. Любиным найдены ашельские орудия из роговика — клиновидный топор, чоппер, нуклевидный скребок.

## Данные водного реестра
По данным государственного водного реестра России относится к Западно-Каспийскому бассейновому округу, водохозяйственный участок реки — Кума от истока до впадения реки Подкумок. Речной бассейн реки — Бессточные районы междуречья Терека, Дона и Волги.
Код объекта в государственном водном реестре — 07010000312108200001624.